# 前841年
| 千纪： | 前1千纪 |
| 世纪： | 前10世纪 \| 前9世纪 \| 前8世纪                                                                                        |
| 年代： | 前870年代 \| 前860年代 \| 前850年代 \| 前840年代 \| 前830年代 \| 前820年代 \| 前810年代                               |
| 年份： | 前846年 \| 前845年 \| 前844年 \| 前843年 \| 前842年 \| 前841年 \| 前840年 \| 前839年 \| 前838年 \| 前837年 \| 前836年 |
| 纪年： | 庚申年（猴年）；周厉王胡三十七年；国人共和元年                                                                        |

前841年在中国古代历史上具有非常重要的意义，從这一年周召共和開始，中國歷史出現明確紀年。

## 大事记
- 周朝发生国人暴动，周厉王逃離鎬京。
- 西周共和元年，传统上所认为的中国历史确切纪年的开始。[1]“夏商周断代工程”的研究成果認爲中国目前已知的确切纪年至少可以追溯到公元前1046年，该年武王伐纣，周代商统治中国。
- 亚述第一次入侵以色列。[2]

## 逝世
- 晋靖侯